# Onšovice – Mlýny
Onšovice – Mlýny je přírodní památka a evropsky významná lokalita v okrese Prachatice. Rozkládá se na katastrálních územích obcí Nespice, Onšovice u Čkyně, Putkov a Žár u Čkyně v nadmořské výšce 590–633 m. Rozloha chráněného území je 23,2053 hektarů. Důvodem ochrany je výskyt populace modráska bahenního (Maculinea nausithous), zvláště chráněného druhu denního motýla.